# Nesolinoceras ornatipennis
Nesolinoceras ornatipennis är en stekelart som först beskrevs av Cresson 1865.  Nesolinoceras ornatipennis ingår i släktet Nesolinoceras och familjen brokparasitsteklar. Inga underarter finns listade i Catalogue of Life.